# Vladimir Miholjević
Vladimir Miholjević (Zagabria, 18 gennaio 1974) è un dirigente sportivo ed ex ciclista su strada croato. Passista, fu professionista dal 1997 al 2012. Dopo il ritiro è diventato ds del team Bahrain-Merida.

## Carriera
Passato professionista nel 1997 con la squadra slovena Krka-Telekom Slovenije, si dimostra subito un corridore completo, mettendosi in luce nelle corse locali. Una serie di buone prestazioni ottenute nei primi anni di carriera gli valgono la chiamata di Bruno Cenghialta all'Alessio, dove rimane per tre stagioni, emergendo come un importante uomo-squadra, spesso disposto a sacrificarsi per compagni più blasonati. Questa sua grande affidabilità lo porta nel 2005 alla Liquigas-Bianchi, con la quale corre fino al 2010, quando passa alla Acqua & Sapone-Caffè Mokambo.
Nel 2008 ha rappresentato la Croazia ai Giochi olimpici di Pechino. Al Giro d'Italia 2007 ha fatto parte della Liquigas vincitrice della cronosquadre di apertura a La Maddalena. Nel 2012 si laurea campione nazionale croato sia in linea (come già nel 1998 e nel 2000) che a cronometro. Al termine della stagione, con la chiusura dell'Acqua & Sapone, conclude la carriera professionistica.
Nel 2017 è diventato direttore sportivo per il neonato team Bahrain-Merida, diretto da Brent Copeland e Gorazd Štangelj.

## Palmarès
- 1998 (Krka-Telekom Slovenije, due vittorie)

Campionati croati, Prova in linea
Classifica generale Steiermark Rundfahrt
- 2000 (Krka-Telekom Slovenije, quattro vittorie)

Tour du Doubs
Campionati croati, Prova in linea
2ª tappa Jadranska Magistrala
Classifica generale Jadranska Magistrala
- 2001 (Krka-Telekom Slovenije, una vittoria)

Trophy Riviera 1
- 2012 (Acqua & Sapone, due vittorie)

Campionati croati, Prova in linea
Campionati croati, Prova a cronometro

### Altri successi
- 1998 (Krka-Telekom Slovenije)

3ª tappa Giro della Croazia (Trakoscan > Zagabria)
5ª tappa Giro della Croazia (Umag > Rijeka)
Classifica generale Giro della Croazia
- 2007 (Liquigas)

1ª tappa Giro d'Italia (Caprera > La Maddalena, cronosquadre)

## Piazzamenti

### Grandi Giri
- Giro d'Italia

2002: 35º
2003: 40º
2004: 24º
2005: 31º
2006: non partito (13ª tappa)
2007: 65º
2008: 21º
2009: 50º
2010: 25º
2011: 31º
- Tour de France

2003: 50º
- Vuelta a España

2002: 24º
2004: 78º

### Classiche monumento
- Milano-Sanremo

2010: 134°
- Liegi-Bastogne-Liegi

2003: 65°
2004: ritirato
2008: 33°
2010: 48°
- Giro di Lombardia

2002: 22°
2003: ritirato
2005: 40°
2008: 36°
2009: 92°
2010: 16°
2012: ritirato

### Competizioni mondiali
- Campionati del mondo

Plouay 2000 - In linea Elite: 107º
Zolder 2002 - In linea Elite: 82º
Varese 2008 - In linea Elite: ritirato
Mendrisio 2009 - In linea Elite: 70º
Valkenburg 2012 - In linea Elite: ritirato
Valkenburg 2012 - Cronosquadre: 24°
- Giochi olimpici

Pechino 2008-In linea: ritirato

### Competizioni europee
- Campionati europei

Isola di Man 1996 - In linea Under-23: 39°